# Lack (gmina)
Lack (1919 Lock; od 1920 Dziembrów) – dawna gmina wiejska istniejąca do 1920 roku w  guberni wileńskiej, a następnie w obrębie okręgu wileńskiego pod administracją ZCZW.
Początkowo gmina należała do powiatu lidzkiego w guberni wileńskiej i liczyła w 1880 roku 3.081 mieszkańców. 7 czerwca 1919 jednostka weszła w skład utworzonego pod Zarządem Cywilnym Ziem Wschodnich okręgu wileńskiego.
17 maja 1920 gmina została zniesiona przez przemianowanie na gminę Dziembrów.